# Polom (zaniklá ves)
Polom je zaniklá středověká osada nacházející se v okrese Blansko, v Moravském krasu, na katastrálním území obce Olomučany. Její existence je doložena od 14. století do 16. století. Osada byla pravděpodobně zemědělskou vesnicí, ale nálezy železné rudy v okolí naznačují možnou souvislost s hutnictvím.

## Historie
Polom byla malá dvouřadá lesní lánová ves, která vznikla pravděpodobně v průběhu 13. století v rámci kolonizace území olomouckých biskupů. První písemná zmínka pochází z roku 1432, kdy je ves uvedena v seznamu majetku po zemřelém Vaňkovi Mladším Černohorském z Boskovic. Již v roce 1526 je však zmiňována jako pustá a tento stav se potvrzuje i v letech 1548, 1560 a 1597. Důvod zániku osady není zcela jasný. Pravděpodobně souvisel s válečnými událostmi v regionu, zejména s obléháním blízkého Nového hradu v období uherských válek.

## Archeologický výzkum
Pozůstatky osady zkoumal v roce 1980 Ervín Černý, který identifikoval relikty 11 hospodářských usedlostí, včetně sklepů, studní a dvorců. Dále byla doložena rozsáhlá plužina o velikosti přibližně 85 hektarů.
V roce 2001 byla v rámci projektu „Počátky metalurgie železa v Moravském krasu“ provedena geofyzikální prospekce, která naznačila přítomnost kovárny. Na lokalitě byla nalezena tzv. železná houba – nezpracovaný kus železa bohatý na fosfor, což podporuje teorii o existenci místní kovárny.

## Současnost
Místo bývalé osady je dnes součástí lesního komplexu Moravského krasu. Lokalita je přístupná po naučné stezce Cesta železa Moravským krasem, kde je osadě věnována informační tabule.